# Johann Schweffel I.
Johann Schweffel I. (* 24. August 1720 in Meldorf; † 6. April 1792 in Kiel) war ein deutscher Kaufmann.

## Leben und Wirken
Johann Schweffel I. begründete eine Kaufmannsfamilie, die im 18. und 19. Jahrhundert für Kiel und Umland bedeutend war. 1747 heiratete er Anna Margarethe Schultz, geborene Herdegen, die eine Witwe des Kaufmanns Michael Peter Schultz aus Kiel war. Ihr in erster Ehe gezeugter Sohn Johann Philipp Schultz schuf später die Zuckerfabrik in Kiel. Das Ehepaar Schweffel hatte drei Kinder, von denen nur Johann Hinrich Schweffel II. die eigenen Eltern überlebte.
Am 8. Februar 1747 gründete Johann Schweffel I. als „Gewürz-Krämer“ ein Handelsunternehmen in Kiel und erwarb am folgenden Tag das dortige Bürgerrecht. Schweffel handelte zumeist mit Lebensmitteln, übernahm aber auch bankähnliche Geschäfte. Er war bald reich und angesehen und wurde Mitglied der Kieler Stadtvertretung. Ab 1753 gehörte er den Zweiunddreißigern und ab 1756 den Sechzehnern an. 1762 übernahm er als Stadtverordnetenvorsteher das Amt des Bürgerworthalters. 1775 wurde er zum Ratsherrn (Senator) der Stadt Kiel ernannt.

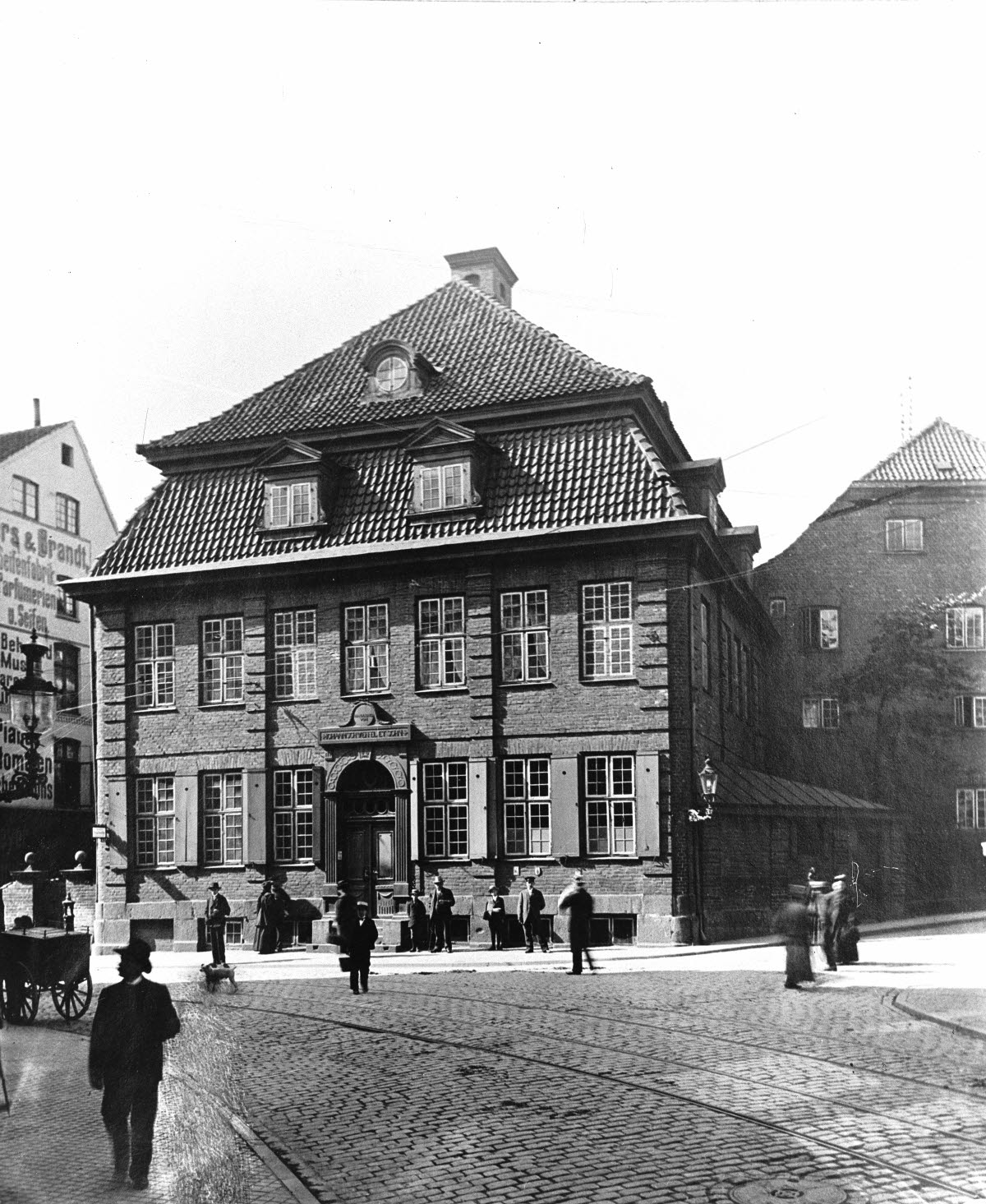
Schweffelhaus

1774 übernahm Schweffel die Ämter des Ältermanns der Kramerkompanie und des Jurats der Kieler Nikolaikirche. 1775 beauftragte er Ernst Georg Sonnin oder dessen Schüler J. A. Richter mit dem Bau des sogenannten „Schweffelhauses“ an der Klinke. Es handelte sich um das schönste und imposanteste Haus Kieler Kaufleute, das während dieser Zeit errichtet wurde.
Johann Schweffel I. starb Anfang April 1792 in Kiel. Die Geschäfte führte sein Sohn Johann Hinrich II. weiter, den er bei der Hochzeit Anna Margarethe Schultz als Teilhaber aufgenommen hatte.